# Dís
Dís es un personaje ficticio que pertenece al legendarium del escritor J. R. R. Tolkien. Se trata de una enana, tercera y única hija de Thráin II, madre de Fili y Kili y hermana de Thorin II Escudo de Roble. Nació el año 2760 de la Tercera Edad del Sol.
La particularidad de Dís se encuentra sobre todo en el hecho de ser la única mujer de la raza enana de la que conocemos el nombre. El resto de cuadros genealógicos y noticias sobre el pueblo de los enanos olvida mencionar a las mujeres.
Al parecer y de acuerdo con los datos que recogen los Apéndices de El Señor de los Anillos se daba la circunstancia de que nacían pocas enanas siendo éstas más o menos un tercio de la población de esta raza. De ello, sumado a las particularidades de la mente enana, se derivaba una falta de crecimiento de dicho pueblo.

## Etimología
Teniendo en cuenta que J. R. R. Tolkien era filólogo, estudioso de los textos en que se recogía mitología germánica y en especial de las Eddas de donde extrae numerosos nombres para los enanos de El hobbit, es muy probable que el nombre de esta enana se encuentre influido o emparentado con el de las Dísir. De hecho en la Edda poética, en el Hamðismál, aparecen mencionadas estas criaturas femeninas, relacionadas con la muerte en combate, cosa que precisamente sucede a sus dos hijos, Fili y Kili, cuyos nombres aparecen mencionados en el verso 13 de la Völuspá, también en la Edda poética.